# Quadrilheiros
Os quadrilheiros eram os agentes de polícia responsáveis pela segurança pública urbana em cada concelho de Portugal, desde a Idade Média até ao início do século XIX. Tinham como missão principal a de prender os malfeitores e entregá-los às autoridades judiciais. No Brasil, uma função análoga era conhecida como "(inspetor/oficial de) quarteirão". 

## História
Os quadrilheiros foram inicialmente criados pelo Rei D. Fernando I, no século XIV. Em cada cidade, vila, lugar e respetivos termos existiria um determinado número de quadrilheiros, que variava de acordo com o número de moradores da povoação. Os quadrilheiros eram escolhidos de entre os moradores locais e nomeados pelos juízes e vereadores reunidos em câmara, tendo que servir durante um período de três anos.
Cada quadrilheiro era responsável pela chefia de uma quadrilha (patrulha) de 20 homens. Todos os membros da quadrilha andavam armados com uma lança de 8 palmos (1,76 m). Os quadrilheiros tinham, como insígnia, uma vara verde com as Armas Reais. Os restantes moradores do lugar também eram obrigados a dispor de armas e a auxiliar os quadrilheiros sempre que necessário.

## Decadência
A instituição dos quadrilheiros entrou em decadência durante o século XVIII, sobretudo nas grandes cidades, onde já não era eficaz no combate à criminalidade. Para melhorar a segurança pública, a partir do final daquele século, foram criadas instituições policiais mais modernas como a Guarda Real da Polícia. No século XIX, os quadrilheiros foram definitivamente extintos e substituídos pela Guarda Real da Polícia, tendo sido paulatinamente adequados ás necessidades de segurança da sociedade assim como a sua designação enquanto Corpo de Polícia. Atualmente a Polícia de Segurança Pública é a corporização deste corpo primordial encarregue da Segurança Pública.